# Hollstadt
Hollstadt är en kommun och ort i Landkreis Rhön-Grabfeld i Regierungsbezirk Unterfranken i förbundslandet Bayern i Tyskland.
Kommunen ingår i kommunalförbundet Heustreu tillsammans med kommunerna Heustreu, Unsleben och Wollbach.